# 허갑범
허갑범(許甲範, 1937년~2020년 1월 23일)은 경기도 안성에서 출생한 대한민국의 내과 의사 및 의학박사이자 의학 교육자이다. 지난 2020년 1월 23일 지병으로 23일 향년 83세에 별세했다.

## 주요 이력
그는 연세대학교 의과대학 명예교수였으며 지난 1968년 연세의대를 졸업하고 1984년부터 연세의대 내과 교수로 재직했으며, 대한당뇨병학회장, 세브란스병원 당뇨병센터소장, 연세의대 학장, 대한동맥경화학회장, 한국성인병예방협회장, 허내과의원 원장 등을 두루 역임했고, 지난 2020년 1월 23일 지병으로 23일 향년 83세에 별세했다.

## 학력
- 1968년 연세대학교 의대 졸업
- 1984년 연세대학교 내과 교수 재직
- 연세대학교 대학원 의학 박사

## 경력
- 2003년~2020년 연세대학교 명예교수
- 2003년~2020년 허내과의원 원장
- 2009년 6월 한국의약사평론가회 회장

## 수상
- 2003년 국민훈장 모란장

## 방송출연
- 1997년 11월 1일 KBS 2TV 《엄앵란, 이택림의 사랑방》 - 100세까지 건강하게 사는 법

## 저서
- 내 몸에 맞는 당뇨 건강법
- 허박사가 알려주는 한국형 당뇨병 맞춤치료
- 당뇨병 두렵지 않다
- 건강을 지키는 아침식사
- 영양의학
- 허갑범 박사의 한국형 당뇨병 맞춤치료
- 당뇨병 정복할 수 있다 누구도 예외일 수 없는 14가지 증례
- 비만증
- 당뇨병 정복할 수 있다
- 뇌하수체선종
- 명의 14인의 365일 건강 밥상 음식이 암을 잡는다